# Estación de Villeneuve (Vaud)
La estación de Villeneuve es una estación ferroviaria ubicada en la comuna suiza de Villeneuve, en el Cantón de Vaud.

## Historia y situación
La estación de Villeneuve fue inaugurada en el año 1861 con la puesta en servicio del tramo Lausana - Villeneuve de la línea Lausana - Brig, más conocida como la línea del Simplon.
Se encuentra ubicada en el centro del núcleo urbano de Villeneuve. Cuenta con dos andenes, uno central y otro lateral a los que acceden tres vías pasantes, a las que hay que sumar otras dos vías pasantes y varias vías toperas. En la zona sur de la estación existe una pequeña playa de vías toperas, y de ella sale un ramal hacia una zona industrial.
En términos ferroviarios, la estación se sitúa en la línea Lausana - Brig. Sus dependencias ferroviarias colaterales son la estación de Veytaux-Chillon hacia Lausana, y la estación de Roche en dirección Brig.

## Conexiones Ferroviarias
La estación cuenta con algunos servicios regionales, que le permiten entablar relaciones con los pueblos y comunas del valle del Ródano como son Aigle, Bex o San Mauricio. Estos servicios, encuadrados en los RegioExpress, son trenes que permiten comunicar estas localidades del Ródano con Lausana en las horas punta, circulando en sentido Lausana por la mañana, y regresando de la misma por la tarde, operando de lunes a viernes. Estos trenes no efectúan parada en todas las estaciones del trayecto Villeneuve - Lausana, únicamente en Montreux y Vevey, haciendo un trayecto más directo.

### RER Vaud
Forma parte del RER Vaud, servida con las líneas S 1 y S 3, siendo la estación término de estas líneas, salvo en algunos casos que se prolongan hasta San Mauricio. Gracias a esta red de cercanías, Villeneuve cuenta con numerosas relaciones que la unen a localidades situadas en la ribera del lago Lemán tales como Montreux, Lausana o Vevey, además de otras como Yverdon-les-Bains, lo que posibilita tener conexiones con Lausana cada media hora en un día laborable.